# Mikhail Voïnalovitch
Mikhail Kouzmitch Voïnalovitch (en russe : Михаил Кузьмич Войналович), né le 2 novembre 1878 et tombé le 21 avril 1918 à Rostov-sur-le-Don, est un colonel de l’armée impériale russe et un volontaire des armées blanches pendant la guerre civile russe.

## Formation
Mikhail Voïnalovitch fait ses études au corps des cadets de Polotsk dont il sort diplômé en 1898. Il poursuit ses études à l’école militaire de Moscou qu’il quitte en 1900 au rang de sous-lieutenant.

## Carrière militaire
Voïnalovitch rejoint alors le 8e régiment de fusiliers de Sibérie orientale et participe à la campagne de Chine de 1900-1901. Au rang de lieutenant il participe également à la guerre russo-japonaise. De 1907 à 1910 Voïnalovitch étudie à l’académie militaire impériale Nicolas. Promu capitaine il sert alors dans le 2e régiment de fusiliers de Sibérie.
En 1913 Voïnalovitch est envoyé à l’école de navigation aérienne pour officiers de Gatchina et reçoit une formation de pilote-observateur.

### Première Guerre mondiale
Au début de la grande guerre Mihkail Voïnalovitch sert dans l’état-major de la 7e division de fusiliers de Sibérie et reçoit en mars 1915 une épée de Saint-Georges. En juin 1915 il devient adjudant de l’état-major de la forteresse de Grodno et est décoré de l’Ordre de Saint-Georges (4e classe).
En décembre 1916 Voïnalovitch passe colonel alors qu’il dirige l’état-major de la 124e division d’infanterie.

### Guerre civile russe
Après les révolutions de 1917 Mikhail Voïnalovitch se rend en janvier 1918 à Scânteia, à proximité de Iași, pour se mettre à la disposition du colonel Drozdovski en train de former une brigade de volontaires. Il est nommé commandant du 1er régiment de fusiliers puis, en février 1918, prend les fonctions de chef d’état-major de la brigade.
Face une tentative des autorités roumaines de désarmer la brigade Voïnalovitch menace de faire feu sur le palais royal de Iași et la brigade obtient finalement les autorisations nécessaires pour se rapatrier en Russie avec armes et bagages.
Pendant la marche de Iași au Don Voïnalovitch est un des plus proches collaborateurs du colonel Drozdovski. Le 21 avril 1918 le colonel Voïnalovitch entre dans Rostov à la tête de l’avant-garde des troupes de Drozdovski et tombe lors des combats autour de la gare.
M. Drozdovski note alors dans son journal : « J'ai subi une lourde perte, mon proche collaborateur, mon chef d'état-major, et peut-être la seule personne qui pouvait me remplacer, a été tué ».